# Johnny Logan

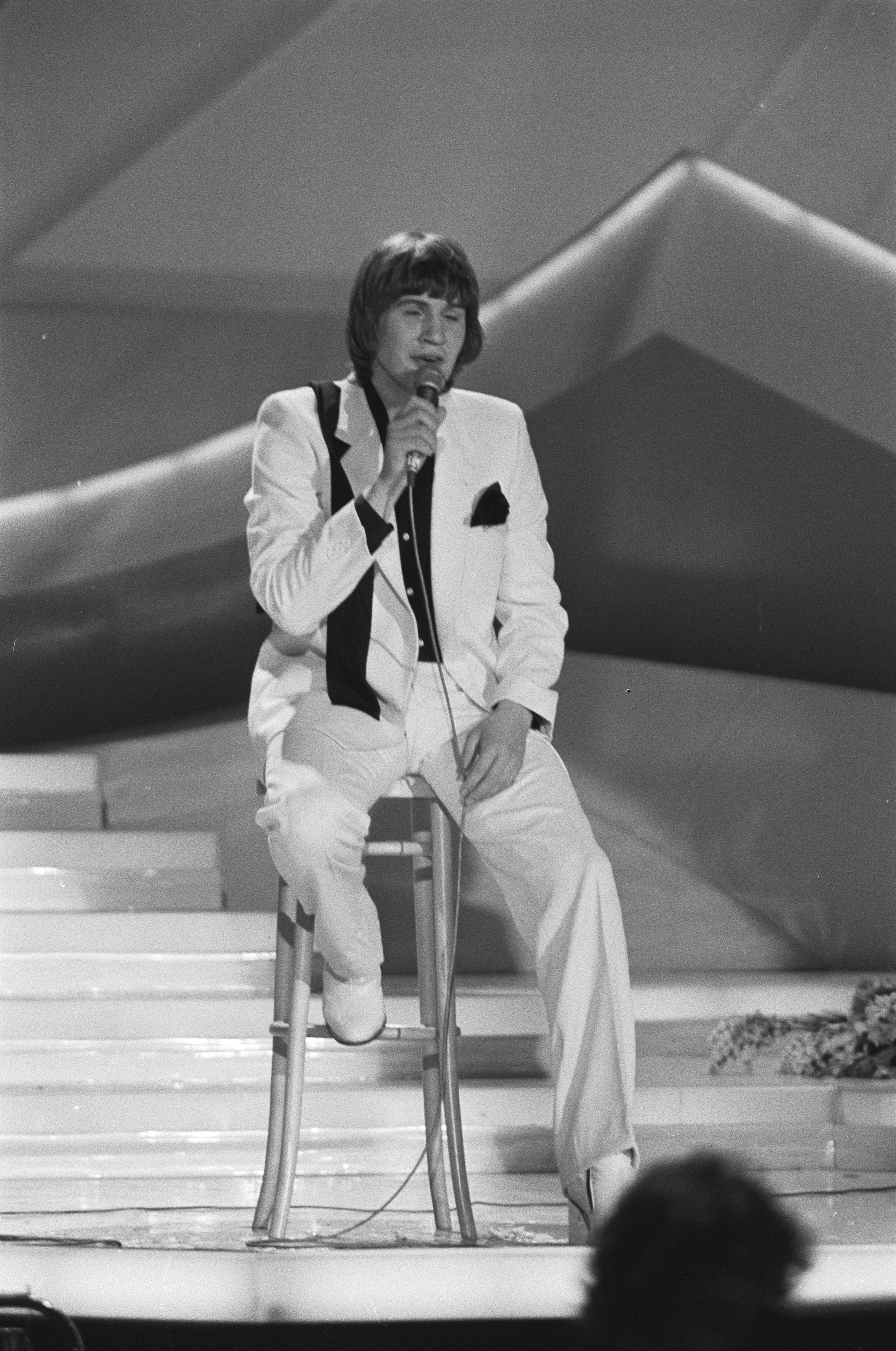
Johnny Logan la Eurovision 1980

Johnny Logan (n. 13 mai 1954, City of Frankston⁠(d), Victoria, Australia, pe numele său real Seán Patrick Michael Sherrard) este un cântăreț și compozitor irlandez care a câștigat concursul muzical Eurovision de două ori: în 1980 și în 1987.